# Maouéni
Maouéni est un village situé sur l'ile de la Grande Comore aux Comores. Le village a 865 habitants en 1991.

## Source de la traduction
- (en) Cet article est partiellement ou en totalité issu de l’article de Wikipédia en anglais intitulé « Maouéni » (voir la liste des auteurs).